# Suzanne Poictevin de La Rochette
Suzanne Poictevin de La Rochette, död 1858, var en fransk kontrarevolutionär. Hon var även känd som "Vendée-hjältinnan". Hon var gift med den kontrarevolutionära Louis-Marie de Chantreau. Hon var myndling till François Athanase de Charette de la Contrie och följde hans armé i strid under Vendéeupproret.